# Йеген Мехмед-паша
Йеге́н Мехме́д-паша (тур. Yeğen Mehmed Paşa; ум. 15 августа 1745, Эривань) — османский государственный и военный деятель, великий визирь с 19 декабря 1737 года по 22 марта 1739 года.

## Биография
Йеген Мехмед-паша был сыном сестры Гюля Юсуфа-эфенди – казначея в правление султана Сулеймана II. Мехмед-паша начинал службу в должности сборщика налогов в Анталье, а затем по приглашению своего дяди отправился в Стамбул, где работал в таможне. Во время восстания Патрона Халиля Мехмед-паша помешал повстанцам грабить товары с таможни, а затем, чтобы спасти свою жизнь скрылся.
В 1732 году Мехмед-паша был назначен кетхюдой Топала Османа-паши, в то время бейлербея Эрзурума. В следующем году он служил доверенным лицом, а затем был назначен начальником таможни. В 1736 году Мехмед-паша был назначен кетхюдой каймакама Кюпрюлюзаде Хафиза Ахмеда-паши. 19 декабря 1737 года был назначен великим визирем вместо Мухсинзаде Абдуллы-паши.
Во время войны с Россией и Австрией Мехмед-паша не соглашался с условиями Пожаревацкого мира и предлагал заключить мир на условиях Карловицкого мира. По предложению Мехмеда-паши Дьёрдь Ракоци должен был быть князем Трансильвании. Весной 1738 года Мехмед-паша отправился в звании главнокомандующего («сердар-и экрем») на фронт и в июне того же года прибыл в Ниш. Османская армия под командованием Мехмеда-паши захватила Мехадию, Оршову и Ада-Кале, в честь захвата которого султан Махмуд I высоко наградил великого визиря. В подарок от султана великий визирь получил 100 000 золотых монет, алмазный герб, и меч, рукоятка которого была украшена драгоценными камнями, а также соболью шубу. Позже Мехмед-паша вернулся в Стамбул вместе с армией и начал подготовку к походу. Мехмед-паша считал, что возвращение Белграда и Темешвара необходимо для заключения мира. Мехмед-паша выступал против заключения мира и лишил своих должностей сторонников мира, сослав некоторых из них.
22 марта 1739 года во время подготовки к военному походу Мехмед-паша был отправлен в отставку. Причиной этого, как писал историк Абдулкадир Озджан в «Исламской энциклопедии», стало то, что Мехмед-паша уволил многих успешных государственных деятелей, и то, что он противоречил Махмуду I, который хотел заключения мира. После отставки Мехмед-паша был отправлен на остров Хиос, а затем служил мухафизом Эвбеи (1740, 1742), губернатором Крита и стражем Ираклиона, бейлербеем Боснии (1742) и губернатором Анатолии (1745).
Скончался 15 августа 1745 года от болезни во время войны с Персией, когда командовал 130-тысячной турецкой армией в битве при Карсе. Его тело отправили в Карс, где оно и было похоронено; после смерти его имущество было конфисковано в государственную казну.

## Личность и благотворительность
Йеген Мехмед-паша описывается в источниках, как честный, достойный и серьёзный человек, но резкий по натуре и строгий по отношению к коррупции. В «Исламской энциклопедии» написано, что его увольнению поспособствовали люди, привыкшие к коррупции.
Йеген Мехмед-паша приказал построить чешме (фонтан) в начале улицы Чифтевав, датированный 1732 годом. В Саматье около мечети Ханийе был построен ещё один фонтан. В пригороде Ниша по его приказу был заложен фундамент мечети Фетхие.